# Amador Hernández
Amador Hernández es una localidad del estado mexicano de Chiapas. Es parte del municipio de Ocosingo.

## Toponimia
El nombre de la localidad rinde homenaje a Amador Hernández González (fallecido en 2008), presidente de la Confederación Nacional Campesina de 1965 a 1967.

## Demografía
| Gráfica de evolución demográfica |
|                                  |

| Censo | Población |
| ----- | --------- |
| 1970  | 48        |
| 1980  | —         |
| 1990  | 438       |
| 2000  | 420       |
| 2010  | 540       |
| 2020  | 1 036     |